# Clarac (Gers)
Pour les articles homonymes, voir Clarac.
Clarac est une ancienne commune du Gers. En 1825, elle est rattachée à la commune de Roquefort. Aujourd'hui, un lieu-dit subsiste.

## Géographie

### Localisation
Clarac se situe en Gascogne, dans le pays d'Auch, au sein de la commune de Roquefort.

## Histoire
En 1801, la commune passa du canton de Lavardens au canton de Jegun. En 1825, Clarac est fusionnée au sein de la commune de Roquefort. En 2014, Roquefort est transférée au canton de la Gascogne-Auscitaine.

## Population et société

### Démographie
| 1793 | 1800 | 1806 | 1821 |
| ---- | ---- | ---- | ---- |
| 115  | 124  | 150  | 152  |